# Аахенський конгрес
А́ахенський конгре́с (нім. Aachener Kongress) — конгрес глав європейських держав в Аахені у 1818 році, скликаний з метою розв'язання питань виведення окупаційних військ із Франції та формування системи міжнародних відносин між чотирма великими державами — Великою Британією, Австрійською імперією, Пруссією та Росією. Підсумком Конгресу стало мирне врегулювання, за яким Франція рефінансувала свій репараційний борг, а союзники за кілька тижнів вивели всі свої війська, та ухвалення рішення про прийняття Франції до Священного союзу як повноправного члена.

## Держави
Конгрес розпочався 29 вересня і завершив роботу 22 листопада 1818 року. За цей період відбулось 47 засідань. Держави були представлені такими особами:
- Велика Британія: лорд Каслрі[en].
- Австрія: імператор Франц II, князь Меттерніх.
- Пруссія: король Фрідріх-Вільгельм III, князь Гарденберг, граф Бернсторф.
- Росія: імператор Олександр I, граф Каподістрія, граф Нессельроде.
- Франція: герцог де Рішельє.

## Мета конгресу
Найближча мета конгресу полягала в тому, щоб скоротити термін окупації французької території союзними військами й визначити ставлення союзних держав до Франції. Однак конгрес займався цілою низкою інших питань, прокладаючи шлях для розвитку системи Священного Союзу.

## Декларація
1. Конвенції, укладені Францією окремо з кожною з чотирьох країн, стосовно евакуації з французької території.
2. Особливою нотою 4 союзних країни запропонували, а Рішельє висловив згоду Франції вступити до союзу великих європейських держав для підтримання миру і святості міжнародних трактатів.
3. Особливим протоколом визначено порядок розгляду претензій, що висувались багатьма французькими підданими до союзних держав.
4. Двома таємними протоколами, без участі представника Франції, підтверджено четверний союз 1815 року й намічено воєнні заходи на випадок нового революційного потрясіння у Франції.
5. Підписано протокол, що підтверджував святість укладених трактатів та, на випадок нових міжнародних зборів, проголошував право інших держав, про справи яких буде вестись мова, взяти участь у перемовинах.
6. Складено декларацію, що зверталась до усіх європейських дворів, проголошувала нерозривність союзу миру, укладеного між п'ятьма європейськими державами, і вказувала, що монархи, які вступили до союзу, визнають за свій головний обов'язок у всьому, як між собою, так і з іншими державами, неухильно дотримуватись засад міжнародного права.
7. Підписано протокол, що доповнював постанови Віденського конгресу 1815 року про ранг дипломатичних агентів і визначав місце міністрів — резидентів нижче за посланців і вище за повірених у справах.